# بوروونگتسا (استان پودکارپاتسکیه)
بوروونگتسا (به لهستانی:  Borownica) یک روستا در لهستان است که در گمینا بیرچا واقع شده‌است. بوروونگتسا ۱۱۰ نفر جمعیت دارد.